# Rosh Hashaná
Rosh Hashaná (em hebraico; ראש השנה, lit. cabeça do ano), o "Ano-Novo Judaico", é uma festa que ocorre no primeiro dia do primeiro mês (Tishri) do calendário judaico. A Torá refere-se a este dia como Yom ha-Zikkaron (o dia da lembrança) ou Yom Teruah. O início de um período de introspecção e meditação de dez dias (Yamim Noraim) que acaba no primeiro dia de Yom Kipur. Na literatura rabínica é oitavo tratado na ordem de Mo'ed; em algumas edições anteriores do Mixná e do Talmud é a sétima, e nas atuais edições do Talmud: está em quinto lugar, contém: 1 – As regras mais importantes relativas ao ano civil, juntamente com uma descrição da inauguração dos meses pelo Nasi (equivalente ao Presidente) e Ab bet din (equivalente ao Líder do STF). 2 – Leis sobre a forma e uso do Shofar e sobre o serviço durante a festa de Rosh ha-Shaná.

## "Mishnah, Mo'ed, Rosh Hashaná"
A antiga Mishná começa dizendo: "Mishnah, Mo'ed, Rosh Hashaná." 1:1 – Quatro dias servem de ano-novo:
1. Primeiro de Nissan – ano-novo para os reis e para os festivais.
2. Primeiro de Elul – ano-novo para dízimos de animais.
3. Primeiro de Tishrei – ano-novo para anos sabáticos e jubileu.
4. Primeiro de Shevat – ano-novo para árvores; o fruto tomado dela antes dessa data pertencem ao dízimo do ano anterior.

Os quatro anos religiosos e civil (1:1), fala dos quatro dias de julgamento dos festivais de peregrinos e de Rosh ha-Shanah (1:2); dos seis meses em que os mensageiros do Sinédrio anunciam o mês (1:3); dos dois meses do início dos quais as testemunhas anunciam ao sinédrio, mesmo no sábado (1:4), e mesmo que a lua seja visível para todos (1:5); Gamaliel até enviou no sábado por quarenta pares de testemunhas à distância (1:6); quando pai e filho (que como parentes não podem testemunhar juntos) contemplam a lua nova eles devem partir para o bet din (1:7), uma vez que não pertencem absolutamente àqueles que são legalmente impróprios para este fim (1:8). Os fracos e doentes são nascidos em ninhadas e protegidos contra os ataques dos Saduceus; eles devem receber comida, pois as testemunhas são obrigadas a viajar até mesmo no sábado (1:9).
Outros foram para identificar o desconhecido (2:1). Nos tempos antigos, os sinais de fogueira nas montanhas anunciavam a todos, até a Babilônia, que o mês havia sido santificado. O costume de ter testemunhas e mensageiros foi introduzido depois que os saduceus tentaram praticar o engano (2:2, 3, 4). A grande corte chamada Bet Yaazeḳ era o local de assembleia das testemunhas (2:5); abundantes rimas lhes aguardavam, e dispensas da Lei eram concedidas a eles (2:6); o primeiro par de testemunhas foi questionado separadamente sobre o aparecimento da lua e outras testemunhas de forma curiosa (2:7). Então o ab bet din chamou uma grande assembleia: "Santificado!" todas as pessoas gritando em voz alta atrás dele (2:8).
Gamaliel II. tinha representações da lua que ele mostrou para as testemunhas. Uma vez que surgiu uma disputa entre ele e Joshua a respeito da lua de Tishrei; o último, em obediência ao nasi, chegou a pé a Jamnia no dia que ele havia calculado para ser o Dia da Expiação, e os dois estudiosos fizeram a paz (3:1).
Havia vários obstáculos para a santificação dos meses, como quando faltava tempo para a cerimônia, ou quando não havia testemunhas presentes antes do bet din. No primeiro caso, o dia seguinte se tornou a lua nova; no segundo caso o bet din sozinho realizou a santificação.

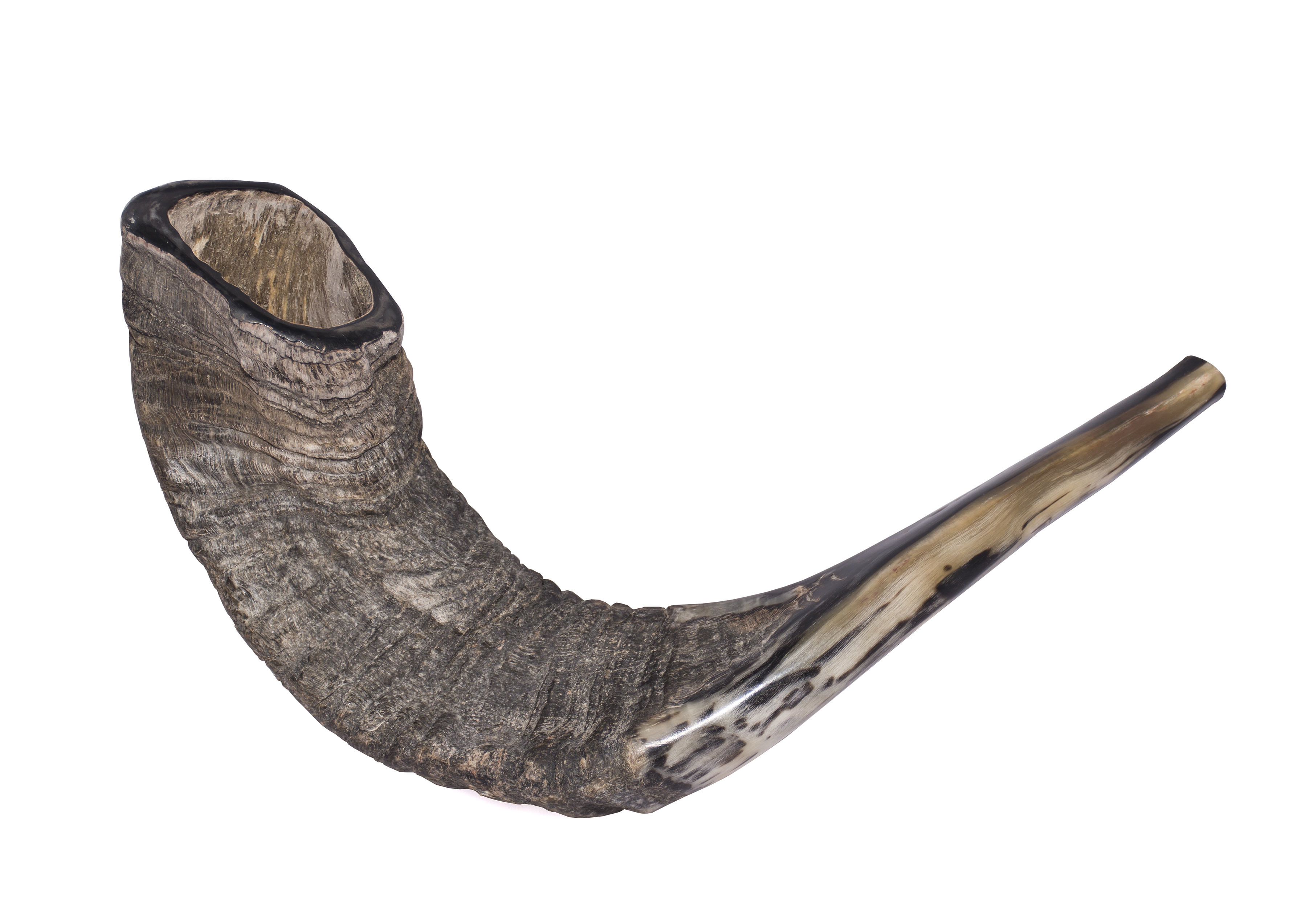
Uma de varias formas de Shofar

### O shofar
A Mishná também trata do shofar (3:2); o chifre da vaca não pode ser usado (3:3); a forma da trombeta para Rosh ha-Shanah, o dia de jejum, e Yovel é determinada (3:4, 5); lesões no shofar e os remédios estão indicados (3:6); em tempos de perigo as pessoas que rezam montam em poços e cavernas (3:7); eles passam a casa de adoração somente do lado de fora enquanto as trombetas soam (3:8); eles são exortados a serem firmes ao serem lembrados das mãos erguidas de Moisés na guerra com os amalequitas. Nesses momentos, os surdos-mudos, insanos e crianças são legalmente incapazes de soprar as trombetas.
Mesmo se o festival caísse no sábado, Johanan ben Zakkai tinha as trombetas tocadas em Jamnia, enquanto em outro tempo isso era feito apenas no Templo e nos lugares ao redor (4:1); ele também fixou o lulab fora do Templo por sete dias, e proibiu a ingestão de grãos novos no segundo dia da Passover (4:2); ele estendeu o tempo para examinar as testemunhas até a noite, e mandou ir a Jamnia mesmo na ausência do ab bet din (4:3). A Mishnah então trata da ordem das orações (4:4), da sucessão das Malkuyot, Zikronot e Shoferot, das sentenças bíblicas relativas ao reino de Deus, Providência e trombeta do futuro (4:5), e do líder em oração e sua relação com o teki'ah (4:6); descrições do festival são dadas em referência ao shofar (4:7); segue então a ordem dos tradicionais sons da trombeta (4:8); e observações sobre os deveres do líder em oração e da congregação encerram o tratado (4:9).

#### Tosefta
Curioso como é a ordem dos assuntos seguidos neste tratado, no qual várias fontes mishnáicas foram combinadas, o Tosefta o segue, adicionando comentários que formam a base do Guemará em ambos os Talmudes. O conteúdo da Mishná com as seções correspondentes do Tosefta são as seguintes: 
Calendário geral do ano, i. 1-4 = Tosef. 1:1-13. Regulamentos referentes às testemunhas dos meses, 1:5-2:1 (conectando com 1:4) = Tosef. 1:15-2:1 (abreviado). Matéria histórica relativa a sinais de fogo e mensageiros e sua recepção no sábado, 2:2-6 = Tosef. 2:2 (abreviado). A continuação das leis de 2:1 a respeito de testemunhas (2:7, 8), e o questionamento de testemunhas, e a santificação dos meses são totalmente inexistentes no Tosefta. Dados históricos relativos a Gamaliel e a disputa com Joshua, 2:8-9 = Tosef. 2:3 (uma mera sentença final). Continuação das leis de 2:7 sobre testemunhas, 3:1 = Tosef. 3:1, 2. Regulamentos relativos ao shofar e seu uso, 3:2-5 = Tosef. 3:3-6a. Sentença Haggadica sobre devoção = Tosef. 3:6b. Considerações finais sobre o shofar e sobre suas obrigações, 3:6-final = Tosef. 4:1. Ordenanças de Johanan ben Zakkai sobre Rosh ha-Shanah e o sábado, e outros assuntos = Tosef. 4:2. Ordem de culto, 4:5-final = Tosef. 4:4-final. Mishná 2:7 parece ter sido transposto de acordo com Tosef. 4:3, mas pertence lá de acordo com o seu conteúdo.
Ao citar muitas das ordenanças de Gamaliel, a Mishná enfatiza a autoridade da casa patriarcal, narrando a disputa entre o patriarca e seu vice Joshua e mostrando como este foi forçado a ceder. O Tosefta omite as ordenanças de Gamaliel e de Johanan ben Zakhai, e a disputa dos dois líderes da escola, nem menciona nada do poder de qualquer dignitário tannaitico; o Tosefta é aqui um produto da época dos Amoraim. A dignidade do nasi não é enfatizada, porque perspicácia e erudição prevaleceram na escola, e não havia desejo de deixar precedentes antigos (veja 'Eduyot) vir à tona novamente. Até mesmo a Mishná contém alguns acréscimos da época dos Amoraim (ver, por exemplo, 4:2, onde uma lacuna deve ter sido preenchida a partir do Tosefta).

## Início do Rosh Hashaná
| Ano hebraico | Início (desde o pôr do Sol do dia anterior até o anoitecer do dia posterior - aproximadamente 48 horas) |
| 5761         | 30 de setembro de 2000                                                                                  |
| 5762         | 18 de setembro de 2001                                                                                  |
| 5763         | 7 de setembro de 2002                                                                                   |
| 5764         | 27 de setembro de 2003                                                                                  |
| 5765         | 16 de setembro de 2004                                                                                  |
| 5766         | 4 de outubro de 2005                                                                                    |
| 5767         | 23 de setembro de 2006                                                                                  |
| 5768         | 13 de setembro de 2007                                                                                  |
| 5769         | 30 de setembro de 2008                                                                                  |
| 5770         | 19 de setembro de 2009                                                                                  |
| 5771         | 9 de setembro de 2010                                                                                   |
| 5772         | 29 de setembro de 2011                                                                                  |
| 5773         | 17 de setembro de 2012                                                                                  |
| 5774         | 5 de setembro de 2013                                                                                   |
| 5775         | 25 de setembro de 2014                                                                                  |
| 5776         | 14 de setembro de 2015                                                                                  |
| 5777         | 3 de outubro de 2016                                                                                    |
| 5778         | 21 de setembro de 2017                                                                                  |
| 5779         | 10 de setembro de 2018                                                                                  |
| 5780         | 30 de setembro de 2019                                                                                  |
| 5781         | 19 de setembro de 2020                                                                                  |
| 5782         | 7 de setembro de 2021                                                                                   |
| 5783         | 26 de setembro de 2022                                                                                  |
| 5784         | 16 de setembro de 2023                                                                                  |
| 5785         | 3 de outubro de 2024                                                                                    |

## Termos, orações e costume

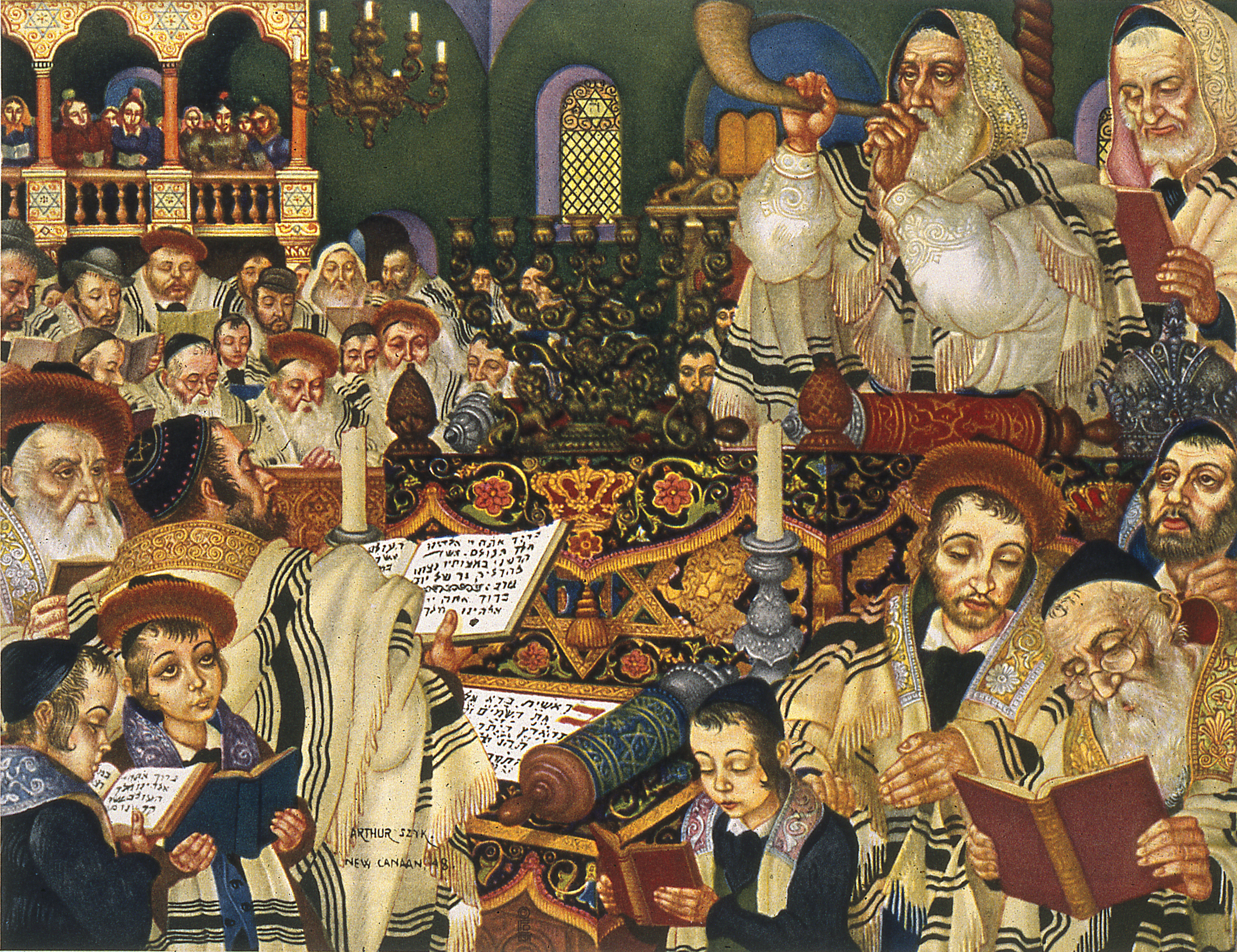
Arthur Szyk (1894-1951). Rosh Hashanah (1948), New Canaan, CT

### Termos
Shana Tová (em hebraico: שנה טובה) – Saudação tradicional do Rosh Hashaná e significa "bom ano". 
Yom Teruá – Onde teruá é a palavra hebraica, que designa um tipo especifico de toque do shofar.
Semelhantemente, tereis santa convocação no sétimo mês, no primeiro dia do mês; nenhum trabalho servil fareis; será para vós dia de tocar o Shofar – Números 29:1 – No sétimo mês, no primeiro dia do mês, haverá um sábado para você, uma lembrança com toques de shofar, uma santa convocação – Levítico 23:24.
Yom ha-Din – Quando Dan nasceu para Bilhah, a empregada de Rachel, Rachel disse: “Deus me julgou [dannani], e também ouviu a minha voz...” (Gênesis [Bereshit] 30: 6). Dan e din (como em Yom HaDin, Dia do Julgamento) são ambos derivados da mesma raiz, simbolizando que Tishrei é o tempo do julgamento e do perdão divinos.

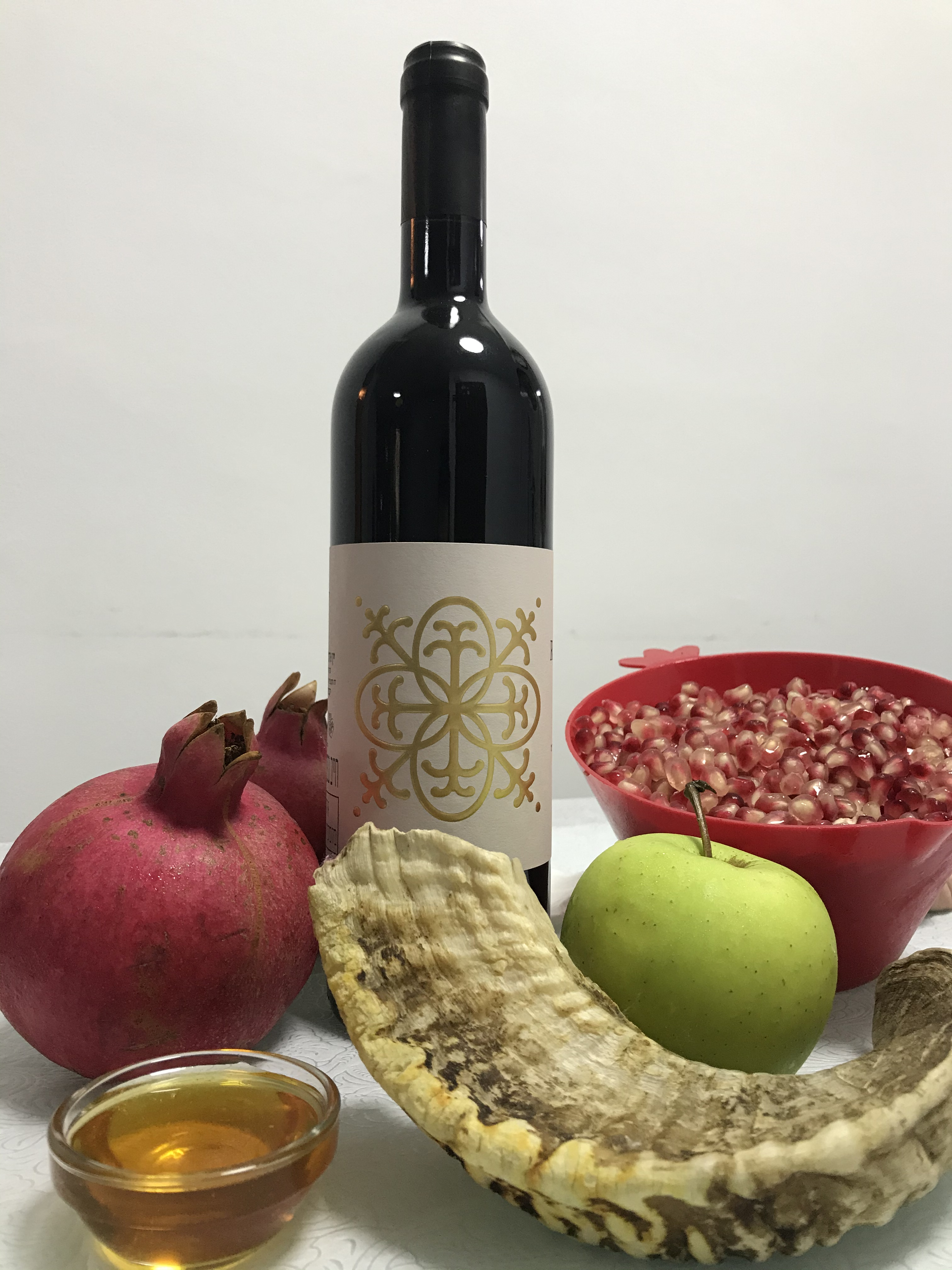
Símbolos do Ano-Novo judaico.

### Orações
Selichot – Em hebraico significa ‘perdão’, a coleção de salmos e rezas de arrependimento e pedidos de piedade e perdão a Hashem que as comunidades judaicas se acostumaram a recitá-los desde os dias que antecedem Rosh Hashaná até a véspera de Yom Kipur e em dias de jejum.
A oração de mussaf – Ela é feita somente em dias especiais do calendário judaico: aos sábados; no início dos meses judaicos; nas festividades que têm origem na Torá. Normalmente a oração de mussaf é composta pelas bênçãos comuns a todas as rezas. Porém, somente em Rosh Hashaná são acrescentadas três bênçãos no meio, em vez de uma só. Ao final de cada uma destas três bênção, costuma-se tocar o shofar:

### Costumes
Comidas especiais – No jantar da véspera de Rosh Hashaná , costuma-se trazer à mesa comidas típicas como sinal para um novo ano bom e doce. Segundo a mística judaica da cabala, esses símbolos têm o poder de mudar o destino, mas, de acordo com linhas mais racionalistas, eles são símbolos que fazem nosso ponto de vista mudar com relação a fatos passados e futuros – a perspectiva que temos de um fato pode mudar o significado do que ele é para nós.
Pratos comuns
- Chalá redonda (o pão redondo)
- Maçã com mel
- Romã
- Tâmara
- Cordeiro
- Peixe
- Cabeça de carneiro (ou de peixe)